# Martina Barros Borgoño
Martina Mercedes Eugenia Lucía Barros Borgoño (Santiago, 6 de julio de 1850-ibídem, 1944) fue una escritora chilena, precursora del feminismo en su país.

## Biografía

### Familia y estudios
Fue la mayor de los cuatro hijos del matrimonio de Manuel Barros Arana, hermano del intelectual Diego Barros Arana, y de Eugenia Borgoño Vergara, hija del general José Manuel Borgoño Núñez y Silva, vencedor de la resistencia realista en Chiloé.
Junto con sus hermanos Manuel, Luis y Víctor, se crio en la casa de su abuelo paterno, Diego Antonio Barros y Fernández de Leiva, hasta la muerte de su padre. Entonces, se trasladó a la casa de su tío historiador, ubicada en la antigua calle de las Capuchinas (hoy Rosas), donde recibió una educación acorde al ambiente de su tutor.
Realizó sus estudios en diferentes colegios particulares de Santiago —en 1853 ingresó a la escuela de Rafaela Fernández y posteriormente al colegio de Miss Whitelock—. Años más tarde admitió no haber aprendido mucho en esos colegios, de donde salió a los 11 años de edad.
Su mayor fuente de educación fue su tío Diego, como ella misma lo señaló en sus memorias, Recuerdos de mi Vida: «en mi caso, la ilustración se la debo a mi tío Diego que cuidó de ella mientras permanecí soltera; creo que no habría sido posible encontrar un mejor maestro». Sin embargo, también era una mujer con inquietudes propias, como lo reconoce en el mismo libro: «[mi educación la] debo también a mi propia iniciativa, a mi afán de conocimientos, a mi admiración por el talento superior, que ha sido una de las características de mi vida». A ello también se debe agregar la influencia de los intelectuales de la época que asistían a la tertulia de su madre, como Manuel Blanco Cuartín, por ejemplo, quien hacía críticas esporádicas en diversos diarios, especialmente en El Mercurio de Valparaíso.

## Vida pública

### Polémica publicación
Se hizo conocida en 1872, a los 22 años, cuando publicó la traducción del libro The Subjection of Women (1869), del filósofo y economista político inglés John Stuart Mill, con el título «La esclavitud de la mujer» en La revista de Santiago, fundada por Fanor Velasco y Augusto Orrego Luco, con quien se casó en 1874. Esta publicación, pionera en su época, incluyó un muy polémico prólogo, pulido por el mismo Orrego Luco, su novio de entonces, que produjo, paradójicamente, una grata reacción en los ambientes masculinos liberales de su tiempo y un rechazo mayoritario por parte de las mujeres que la vieron como una «niña peligrosa», según relata en sus memorias, decidiendo no volver a publicar. Pese a esto, y desde entonces, la igualdad de la mujer se transformó en su objetivo principal.

### Vínculos sociales
Pudo conocer a personajes influyentes de la época pues a la suma de parientes destacados en el mundo público —su marido, su hermano Luis, contendor de Alessandri Palma en las elecciones de 1920, y su tía Julia Borgoño Vergara, casada con el almirante Patricio Lynch— sumaba una larga lista de relaciones sociales. Cultivó la amistad de los hermanos Amunátegui Aldunate, Ramón Barros Luco, Manuel Blanco Encalada, los hermanos Blest Gana, José Victorino Lastarria y Santander, Pedro Lira Rencoret, Enrique Mac Iver Rodríguez, los hermanos Matta Goyenechea, Ramón Sotomayor Valdés, José Tomás Urmeneta y García-Abello, Benjamín Vicuña Mackenna y Joaquín Walker Martínez, también tuvo la oportunidad de departir con todos los presidentes de Chile desde Manuel Montt Torres hasta Arturo Alessandri Palma, mantener contacto con los extranjeros Jean Gustave Courcelle-Seneuil, Ignacio Domeyko, Claude Gay y Rodolfo Philippi, y gozar de la amistad personal de los exiliados, y luego presidentes, argentinos Bartolomé Mitre y Domingo Faustino Sarmiento, así como del expresidente peruano Manuel Pardo.
Tuvo dos salones en su hogar: uno político, a cargo de su esposo, y otro literario, a cargo de ella misma. Asimismo, su vida social e intelectual la puso en contacto con otras mujeres de similares inquietudes. Junto con María Larraín de Vicuña, fue una activista del naciente feminismo chileno de principios de siglo XX. En 1917 fue invitada al Club de Señoras por Delia Matte Pérez, presidenta de la asociación, donde en la primera reunión dio una conferencia titulada El voto femenino, un tema casi inédito para esos tiempos. Allí, Martina señaló: «se ha dicho, y se repite mucho, que no estamos preparadas para esto... Sin preparación alguna se nos entrega al matrimonio para ser madres, que es el más grande de nuestros deberes, y para eso ni la iglesia, ni la ley, ni los padres, ni el marido, nos exigen otra cosa que la voluntad de aceptarlo», como se refirió en Revista Chilena.
Si bien su obra no es extensa, su vida relatada en sus memorias referencia esta necesidad de independencia de la mujer, no con un ánimo separatista o igualitario, sino, más bien, para contribuir al progreso de Chile.
Terminó de escribir sus memorias en 1939, las publicó en 1942, y murió en su ciudad natal en 1944.

## Obras
- Barros Borgoño, Martina. «La esclavitud de la mujer» en La revista de Santiago, 1872.
- Barros de Orrego, Martina. Recuerdos de mi vida. Santiago: Orbe, 1942.